# ضفدع حقيقي آسيوي
ضفدع حقيقي آسيوي (الاسم العلمي: Rana asiatica) هو نوع من البرمائيات يتبع جنس الضفدع الحقيقي من فصيلة الضفادع الحقيقية.